# 僕が結婚を決めたワケ
『僕が結婚を決めたワケ』（原題: The Dilemma）は、2011年公開のアメリカ映画。
元々は『チーターズ』という題であった。

## ストーリー
ロニーは、親友のニックとともに車のエンジンをデザインする会社を営み、オーナー・シェフのベスとの関係もうまくいっていた。
ある日、ロニーの友人で、ニックの妻であるジェニーヴァから「早くプロポーズをしないとベスを失う」と忠告され、結婚を意識するようになり、ベスにプロポーズをしようと決意をした。
ロニーはプロポーズの下見に植物園を訪るが、そこでジェニーヴァの浮気を目撃してしまい、ニックにそれを伝えるべきか悩んでしまう。

## キャスト
※括弧内は日本語吹替
- ロニー・ヴァレンタイン - ヴィンス・ヴォーン（小山力也）
- ニック・ブレナン - ケヴィン・ジェームズ（朝倉栄介）
- ベス - ジェニファー・コネリー（斎藤恵理）
- ジェニーヴァ - ウィノナ・ライダー（小林さやか）
- スーザン・ワーナー - クィーン・ラティファ（高乃麗）
- ジップ - チャニング・テイタム（樋口智透）
- ダイアン・ポポヴィッチ - エイミー・モートン（安芸けい子）
- トーマス・フェリン - チェルシー・ロス
- バート - ランス・ハワード
- ハーバート・トリンピー - クリント・ハワード
- ジャッキー - （一色まゆ）

## 評価
レビュー・アグリゲーターのRotten Tomatoesでは163件のレビューで支持率は24%、平均点は4.40/10となった。Metacriticでは32件のレビューを基に加重平均値が46/100となった。

## 抗議
2010年9月17日に予告編が公開されたが、その中で主人公のロニーが電気自動車のプレゼン中のシーンで言った「電気自動車はゲイみたいなもんだ」という台詞が「ゲイ」という言葉を侮辱的に使っているとして、同性愛団体から抗議され、ユニバーサル側は予告編の上映の差し止めを要求された。結果、予告編やCMから問題とされたシーンは削除されたが、ロン・ハワード監督は本編では同シーンをカットしないと決断した。